# Penango
Penango – miejscowość i gmina we Włoszech, w regionie Piemont, w prowincji Asti.
Według danych na styczeń 2009 gminę zamieszkiwały 534 osoby przy gęstości zaludnienia 56,4 os./1 km².